# Адельсгофен (Середня Франконія)
Адельсгофен (нім. Adelshofen) — громада в Німеччині, розташована в землі Баварія. Підпорядковується адміністративному округу Середня Франконія. Входить до складу району Ансбах. Складова частина об'єднання громад Ротенбург-об-дер-Таубер.
Площа — 27,18 км2. Населення становить 939 ос. (станом на 31 грудня 2020).

## Галерея

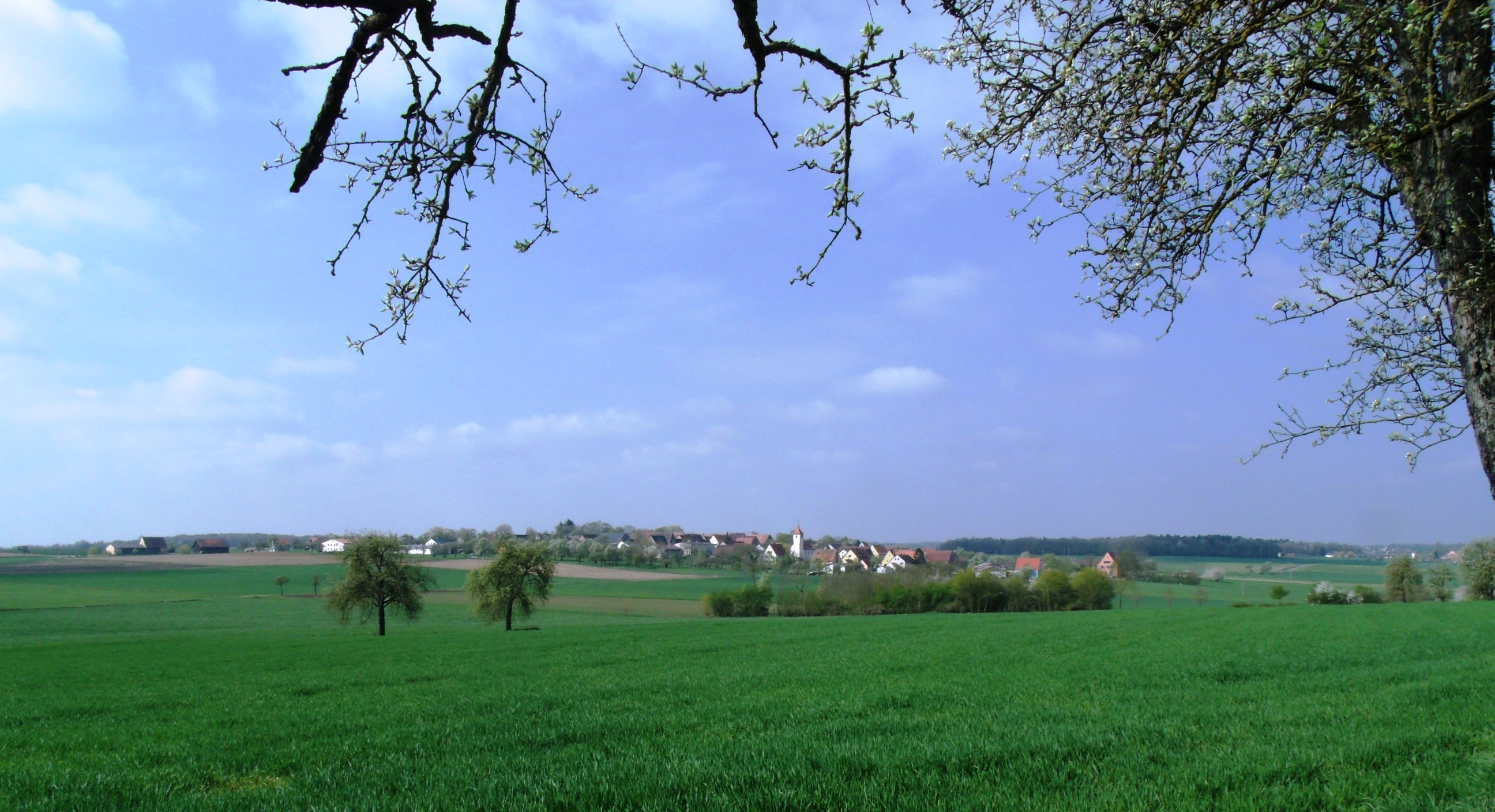